# Аугусто Констансіо Коельйо
Аугусто Констансіо Коельйо Естевес, скорочено Аугусто К. Коельйо, (1 вересня 1882 року, Тегусігальпа — 8 вересня 1941 року, Сан-Сальвадор) — гондураський письменник, професор. адвокат і політик.

## Біографія
Народився в сім'ї Адана Коельйо і Адели Естевес, вивчав право в Центральному університеті Гондураса, нині Національний університет.
В 1904 році був обраний депутатом Національного Конгресу. Брав участь в консульській делегації до США. Займався журналістикою, був редактором газет: «La Prensa Libre», «La República», «El Diario», «El Pabellón Rojo y Blanco» в Коста-Риці; «El Imparcial», «En Marcha», «Pro-Patria» в Гондурасі; в 1926 році займав керівну посаду в нещодавно сформованій Спілці географії і історії Гондурасу, разом з іншими відомими діячами науки. Автор праць «Договір 1943 року з індіанцями міскіто (El tratado de 1843 con los indios moscos)» (1923) і «Canto a la bandera» (1934).
З червня по грудень 1915 року виконував обов'язки міського голови Ла-Сейби. Помер в Республіці Сальвадор, похований в рідному місті Тегусігальпі.
Є автором Державного гімну Гондурасу (1915 р).